# Suipacha (partido)
Pour les articles homonymes, voir Suipacha.
Suipacha est un partido de la province de Buenos Aires fondé en 1864 dont la capitale est Suipacha.